# Автомагістраль A3 (Литва)
Автомагістраль A3 – головна дорога Литви, що з’єднує Вільнюс з Мінськом. Протяжність дороги 33,99 кілометра. Дорога є частиною автошляху E28 Берлін – Гданськ – Калінінград – Маріямполь – Прєнай – Вільнюс – Мінськ. Від Вільнюса до перехрестя 106 Новий Вільнюс – Рудаміна – Панеряй , дорога складає від 4 до 6 смуг.
Дорога починається у Вільнюсі, на вулиці Мінського шосе. Проходить територією муніципалітетів міста Вільнюс і Вільнюського району. Найважливіші населені пункти Немежіс, Міднинках. Дорога закінчується на литовсько-білоруському державному кордоні, за Медінінкаєм. З білоруської сторони дорога продовжується як М7 і тягнеться до перехрестя з трасою М6, яка продовжується на Мінськ.

## Історія
Сучасну дорогу було завершено близько 1992 року. У радянські часи дорога між Вільнюсом і Мінськом була частиною магістральної дороги Мінськ-Вільнюс-Рига і мала індекс М12.

## Дивись також
- Транспорт Литви